# Duarte Freitas
Duarte Freitas este un om politic portughez, membru al Parlamentului European în perioada 2004-2009 din partea Portugaliei.
1. 1 2  Enciclopédia Açoriana
2. ↑  Deputații în Parlamentul European